# Ilgaz Dağları
Ilgaz Dağları – grzbiet górski w Górach Pontyjskich. Najwyższymi szczytami są Büyükhacet Tepe, o wysokości 2587 m n.p.m., i Küçükhacet Tepe, o wysokości 2546 m n.p.m., położone w centralnej części grzbietu. Rozciąga się na długości 160 km wzdłuż osi południowy zachód–północny wschód. Głównym materiałem budującym grzbiet są łupki metamorficzne.
Północne stoki do wysokości 1500 m n.p.m. porastają głównie lasy dębowe, z dominującymi dębem węgierskim, dębem bezszypułkowym i dębem szypułkowym, wyżej zastępowane przez jodłę kaukaską, buka wschodniego i sosnę zwyczajną. Południowe stoki są bardziej suche, a lasy je porastające w większości zniszczone. Tam, gdzie lasy przetrwały, dominują dąb burgundzki, Quercus infectoria, dąb omszony, uzupełnione przez sosnę czarną krymską, jałowiec grecki i Juniperus foetidissima.
Na części obszaru, tj. na 1088 ha, 2 czerwca 1976 utworzono park narodowy Ilgaz Milli Parkı.